# 漫畫嫌中國流
《漫畫嫌中國流》是日本漫畫家山野車輪的漫畫作品。登場人物與該作者的另一部作品漫畫嫌韓流共通。晉遊舍出版。

## 概要
《漫畫嫌中國流》描述了中國食品問題和環境問題，及反中觀點：反日教育、ODA問題、南京大屠殺的政治宣傳與歷史真相。

## 關聯項目
- 山野車輪

## 相關書籍
- 《漫畫嫌中國流》（マンガ嫌中国流）山野車輪作 晉遊舍出版 2008年7月31日發行 ISBN 9784883808038